# Bythoceratina mandviensis
Bythoceratina mandviensis is een mosselkreeftjessoort uit de familie van de Bythocytheridae. De wetenschappelijke naam van de soort is voor het eerst geldig gepubliceerd in 1978 door Jain.